# Franz Pohl
Pour les articles homonymes, voir Bühler et Pohl.
Franz Pohl (1868–1940)  est le pseudonyme de Franz Karl Bühler, un artiste schizophrène marginal et l'un des « maîtres schizophrènes » décrits par Hans Prinzhorn dans son ouvrage déterminant Expressions de la folie.
Bühler exerça la profession de forgeron jusqu'en 1898. Cette année-là, il fut interné dans un hôpital psychiatrique après avoir été extirpé, par une froide journée d'hiver, d'un canal de Hambourg, dans lequel il s'était jeté pour échapper à des poursuivants imaginaires. Il y resta interné jusqu'à la fin de ses jours. Alors qu'il sombrait dans une existence autistique, il produisit un grand nombre de dessins et d'écrits. Nombre de ses dessins furent rassemblés par le psychiatre Hans Prinzhorn, dans sa collection d'environ 6 000 œuvres de 516 patients concernés par des troubles psychiatriques sévères ("malades mentaux"). L'œuvre de Bühler attira particulièrement l'attention de Prinzhorn pour son caractère expressionniste. Prinzhorn publia certains dessins de Bühler en 1922 dans son ouvrage Expressions de la folie en lui attribuant le pseudonyme de « Franz Pohl ».
Bühler fut assassiné en 1940 lors du premier programme nazi d'extermination de masse qui visait les malades mentaux, dénommé l'Aktion T4. Il fut assassiné dans « un foyer spécialement aménagé pour personnes handicapées au château de Grafeneck, en Souabe ».